# Luray (Eure-et-Loir)
Luray település Franciaországban, Eure-et-Loir megyében. Lakosainak száma 1570 fő (2022. január 1.). Luray Vernouillet, Écluzelles és Dreux községekkel határos.

## Népesség
A település népességének változása:
| Lakosok száma | 871  | 1009 | 1281 | 1468 | 1592 | 1595 | 1552 | 1542 | 1563 | 1570 |
|               | 1968 | 1982 | 1990 | 2006 | 2013 | 2015 | 2017 | 2019 | 2020 | 2022 |